# Elezioni parlamentari in Polonia del 1993
Le elezioni parlamentari in Polonia del 1993 si tennero il 19 settembre per il rinnovo dell'Assemblea nazionale (Sejm e Senato). In seguito all'esito elettorale, Presidente del Consiglio divenne Waldemar Pawlak, rappresentante del Partito Popolare Polacco; nel 1995 il governo passò a Józef Oleksy e nel 1996 a Włodzimierz Cimoszewicz, entrambi esponenti di Socialdemocrazia della Repubblica di Polonia (Alleanza della Sinistra Democratica)

## Risultati

### Sejm
| Liste                                                         | Voti       | %     | Seggi |
| ------------------------------------------------------------- | ---------- | ----- | ----- |
| Alleanza della Sinistra Democratica (SdRP)                    | 2 815 169  | 20,41 | 171   |
| Partito Popolare Polacco                                      | 2 124 367  | 15,40 | 132   |
| Unione Democratica                                            | 1 460 957  | 10,59 | 74    |
| Unione del Lavoro                                             | 1 005 004  | 7,28  | 41    |
| Comitato Elettorale Cattolico (ZChN - PChD - SLCh - PK - FPP) | 878 445    | 6,37  | –     |
| Confederazione della Polonia Indipendente                     | 795 487    | 5,77  | 22    |
| Blocco Apartitico per il Sostegno alle Riforme                | 746 653    | 5,41  | 16    |
| Solidarność                                                   | 676 334    | 4,90  | –     |
| Accordo di Centro                                             | 609 973    | 4,42  | –     |
| Congresso Liberal-Democratico                                 | 550 578    | 3,99  | –     |
| Unione per la Politica Reale                                  | 438 559    | 3,18  | –     |
| Autodifesa della Repubblica Polacca                           | 383 967    | 2,78  | –     |
| Partito X                                                     | 377 480    | 2,74  | –     |
| Movimento per il Bene Comune                                  | 371 923    | 2,70  | –     |
| Partito Popolare Polacco - Accordo Popolare                   | 327 085    | 2,37  | –     |
| Minoranza Tedesca                                             | 60 770     | 0,44  | 3     |
| Movimento per l'Autonomia della Slesia                        | 26 357     | 0,19  | –     |
| Associazione Sociale-Culturale Tedesca                        | 23 396     | 0,17  | 1     |
| Federazione Polacca delle Associazioni degli Ingegneri        | 22 717     | 0,16  | –     |
| Altri <20.000 voti                                            | 101 006    | 0,73  | –     |
| Totale                                                        | 13 796 227 | 100   | 460   |

Nel 1997 il Partito Popolare Cristiano e il Partito Conservatore si fusero per formare il Partito Conservatore-Popolare (Stronnictwo Konserwatywno-Ludowe - SKL).